# Vissing Kirke
Vissing Kirke er en kirke i Vissing Sogn i Favrskov Kommune, tidligere Hadsten Kommune. Kirken er beliggende 6 kilometer nordvest for Hadsten.

## Eksterne kilder og henvisninger
- Vissing Kirke på KortTilKirken.dk

- Wikimedia Commons har flere filer relateret til Vissing Kirke